# 大其力镇区
大其力镇区是缅甸掸邦大其力县下辖的一个镇区，治所位于大其力。